# Меса Гитонија
Меса Гитонија или Гитонија (грч. Μέσα Γειτονιά) је велико насеље на Кипру. Званично Полемидија припада округу Лимасол.
Меса Гитонија је велико предграђе другог по величини кипарског града, Лимасола.

## Природни услови
Насеље Меса Гитонија налази на северним границама града Лимасола. Насеље је смештено у прелазном подручју између приобалне равнице и планинског подручја Тродоса, северно положене планине, на приближно 60-70 метара надморске висине.